# Dirk Roosenburg
Dirk Roosenburg (1. Februar 1887 Den Haag – 11. Januar 1962 ebenda) war ein niederländischer Architekt.

## Jugend
Sein Vater Dirk Leonard Roosenburg war Arzt mit gut gehender Praxis, seine Mutter Selinde stammte aus der Unternehmerfamilie Fentener van Vlissingen. Dirk Roosenburg war der dritte Sohn des Paares und hatte insgesamt vier Brüder und zwei Schwestern. Er wuchs in Den Haag auf und besuchte die Hogereburgerschool, in der er gute Leistungen in Geometrie und Zeichnen zeigte.:12

## Ausbildung
Roosenburg studierte von 1905 bis 1911 an der Technischen Fachhochschule in Delft. Im Anschluss an sein Studium besuchte er ein Jahr lang die École des Beaux-Arts in Paris. Danach erhielt er eine Anstellung bei Jan Stuyt für den niederländischen Gebäudedienst. Später wurde er Lehrling und Zeichner für Berlage. Ab 1919 arbeitete er gemeinsam mit A.H. op ten Noort und L.S.P. Scheffer für das Büro TABROS. Im Jahr 1921 kaufte er sich selbst frei und gründete sein eigenes Büro. Er ließ sich im Atelier des Malers Arie Martinus Lugt an der Kerkhoflaan in Den Haag nieder. Auf diesem Gelände baute er auch sein eigenes Haus.

## Karriere
Im Jahr 1919, dem Gründungsjahr von KLM, entwarf Roosenburg das KLM-Logo – eine orange-weiß-blaue Flagge auf einem schwarzen Sechseck mit den schwarzen KLM-Buchstaben darin. Links und rechts ein Flügel und darüber eine königliche Krone. Zwischen 1919 und 1939 entwarf er verschiedene Firmengebäude von Philips in Eindhoven. 1929 baute er im Westbroekpark in Den Haag ein Denkmal zu Ehren von Pieter Westbroek, dem Leiter des Den Haager Grünflächenamts und Entwerfer des gleichnamigen Parks: eine Bank aus Stein, Ziegelstein, Holz und Beton. Auf Bitten seines Jugendfreundes Albert Plesman entwarf er den KLM-Hauptsitz in Den Haag. Der erste Flügel wurde im Jahr 1940 fertiggestellt, die Bauarbeiten wurden nach der Kriegsunterbrechung ab dem Jahr 1946 wiederaufgenommen. 1969 wurde das Gebäude vom niederländischen Ministerium für Transport und Wasserwirtschaft übernommen.
Im Alter von fast sechzig Jahren schloss sich Roosenburg mit zwei Mitarbeitern zusammen: Verhave und Luyt. Später kam auch De Longh als Partner hinzu. Roosenburg war der Entwerfer des KLM-Hauptsitzes, der in seiner Abwesenheit von Prinz Bernhard eröffnet wurde. Das Büro wurde später in LIAG Architecten en Bouwadviseurs umbenannt. Nach einer Fusion trat auch Roosenburgs Enkelsohn D.A. Roosenburg dem Büro als Partner bei. Roosenburg war ein Zeitgenosse von Willem Dudok, Jacobus Johannes Pieter Oud und Gerrit Rietveld.
Als Architekt entwarf Roosenburg unter anderem die 1929 erbaute Hauptverwaltung von Philips in Eindhoven. Bei KLM, Philips und Stork galt er als Hausarchitekt. Im Jahr 1949 wurde das Rathaus von Vlissingen (1949–1964) nach einem Entwurf von Roosenburg gebaut. Zahlreiche Gebäude der niederländischen Regierung entsprangen seinen Entwürfen. Er entwarf die Sperrwerke Stevin- und Lorentzsluizen incl. des Zollhauses am Abschlussdeich und die Ventilationsgebäude des Velsertunnels. Viele seiner Bauten wurden zu nationalen Denkmälern erklärt.

## Arbeiten
- Messestand auf der Jaarbeurs in Utrecht 1917
- Statue der Brüder De Witt in Dordrecht 1918
- Eigenes Haus an der Kerkhoflaan in Den Haag 1921
- Philips-Forschungslaboratorium Natlab in Eindhoven 1923
- Betondorp, Gartenstadt Watergraafsmeer 1923[8]
- Huize Windekind an der Nieuwe Parklaan in Den Haag 1928 (Einfluss des Prairie-House-Stils)[9]
- Pumpwerk Lely bei Medemblik 1930
- Sperrwerke des Twentekanals 1930
- Fabrikgebäude „De Witte Dame“ in Eindhoven 1931
- Hauptsitz des Steinkohlebergwerks Oranje Nassau Mijnen in Heerlen 1931
- Het Wooldhuis, De Zandloper und Waailust. Die Wohnung des Bürgermeisters und Dienstwohnungen in Vlissingen 1932
- Abschlussdeich: Stevinsluizen[10] & Lorentzsluizen (mit Zollhaus) 1932
- Schleuse Eefde 1933
- Pavillon der Niederlande, Weltausstellung in Brüssel 1935[11]
- Flughafengebäude Welschap bei Eindhoven 1935
- Das Apollo House in Amsterdam 1939
- Die Pumpwerke Smeenge, Vissering und Buma in de Noordoostpolder 1939
- Das neue Bürogebäude von Heemaf in Hengelo, das den Spitznamen „Lokomotive“ erhielt 1939
- KLM-Hauptverwaltung 1940
- Ventilationsgebäude des Velsertunnels 1957[12]

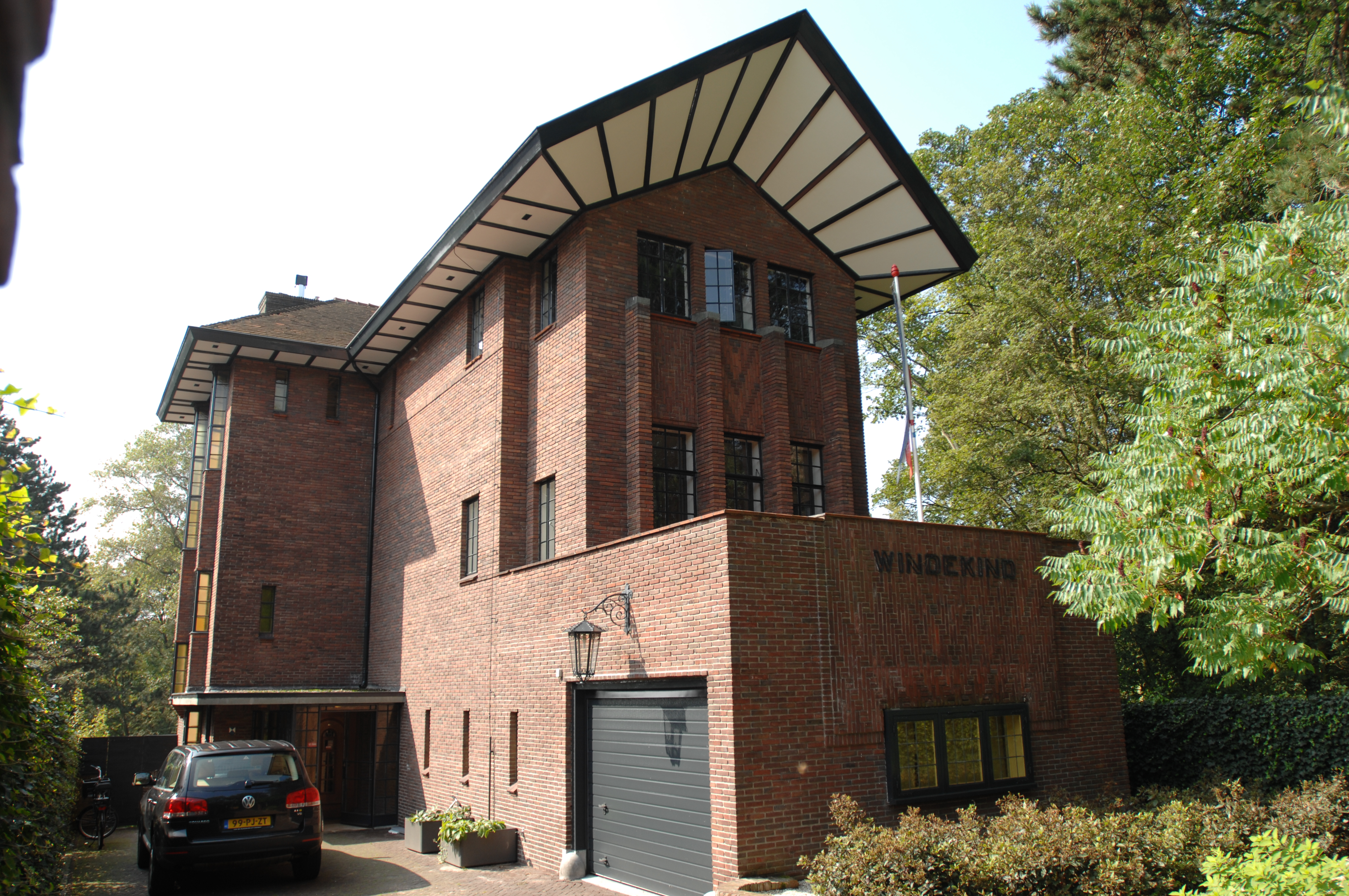
Huize Windekind
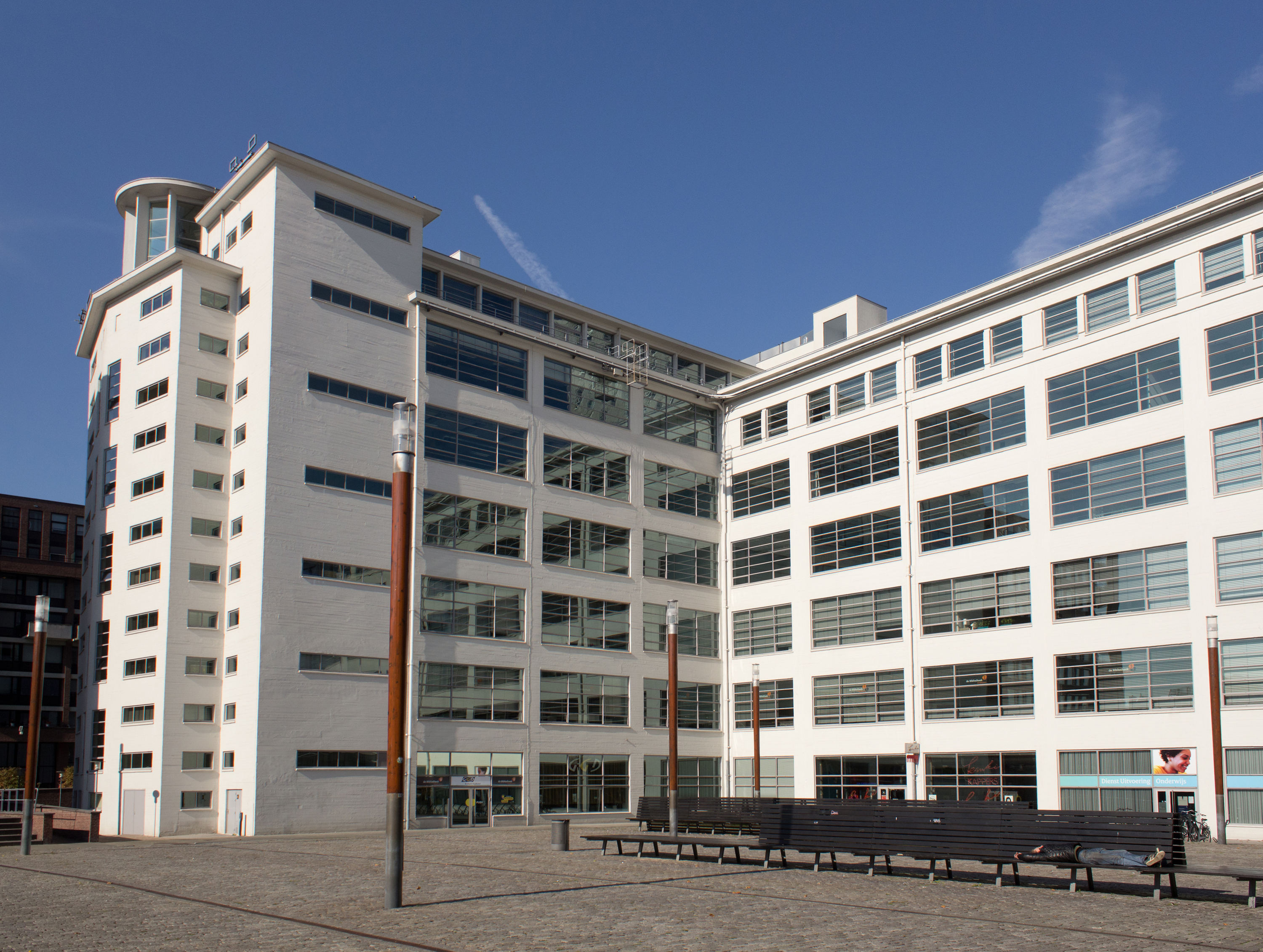
De Witte Dame
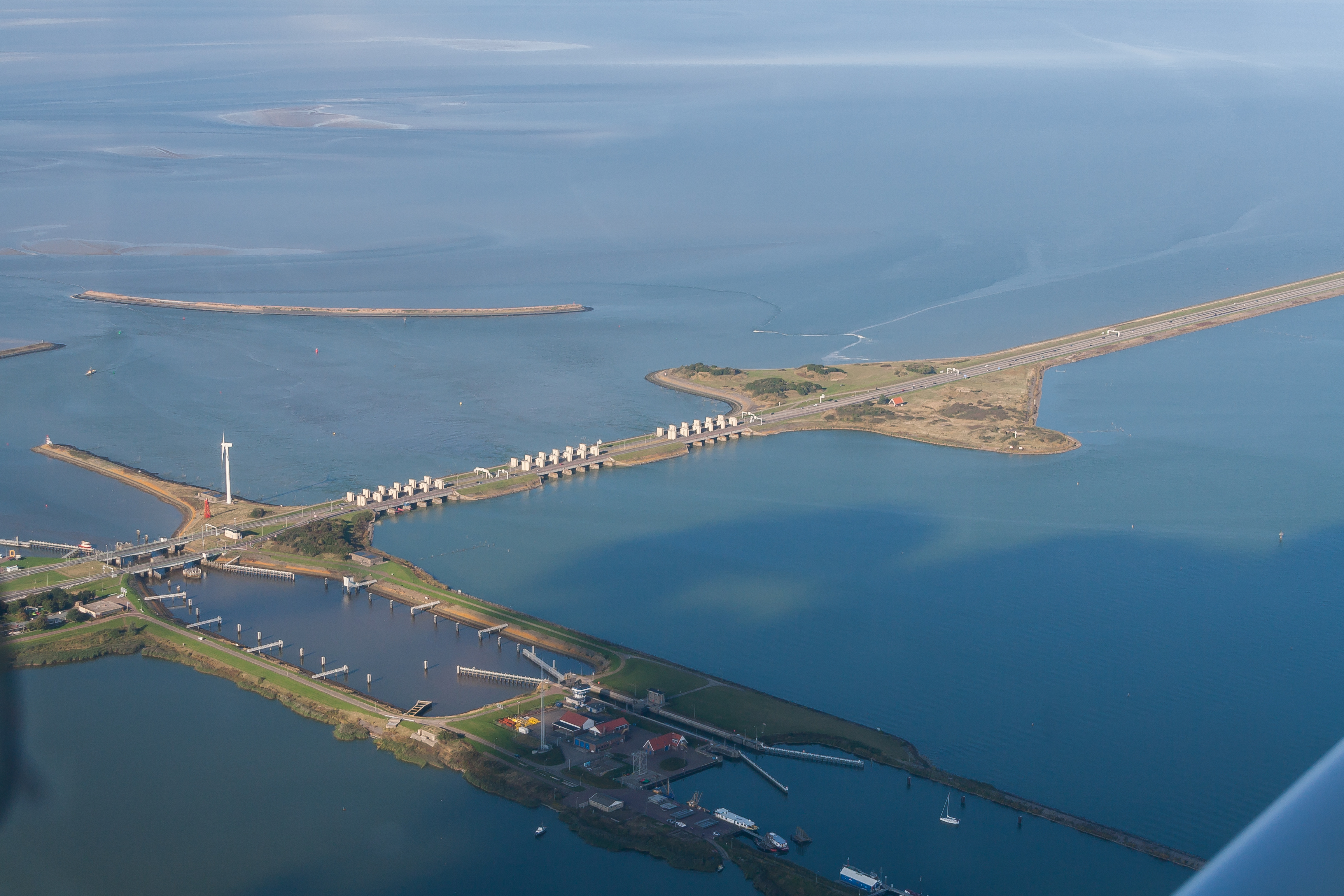
Stevinsluizen
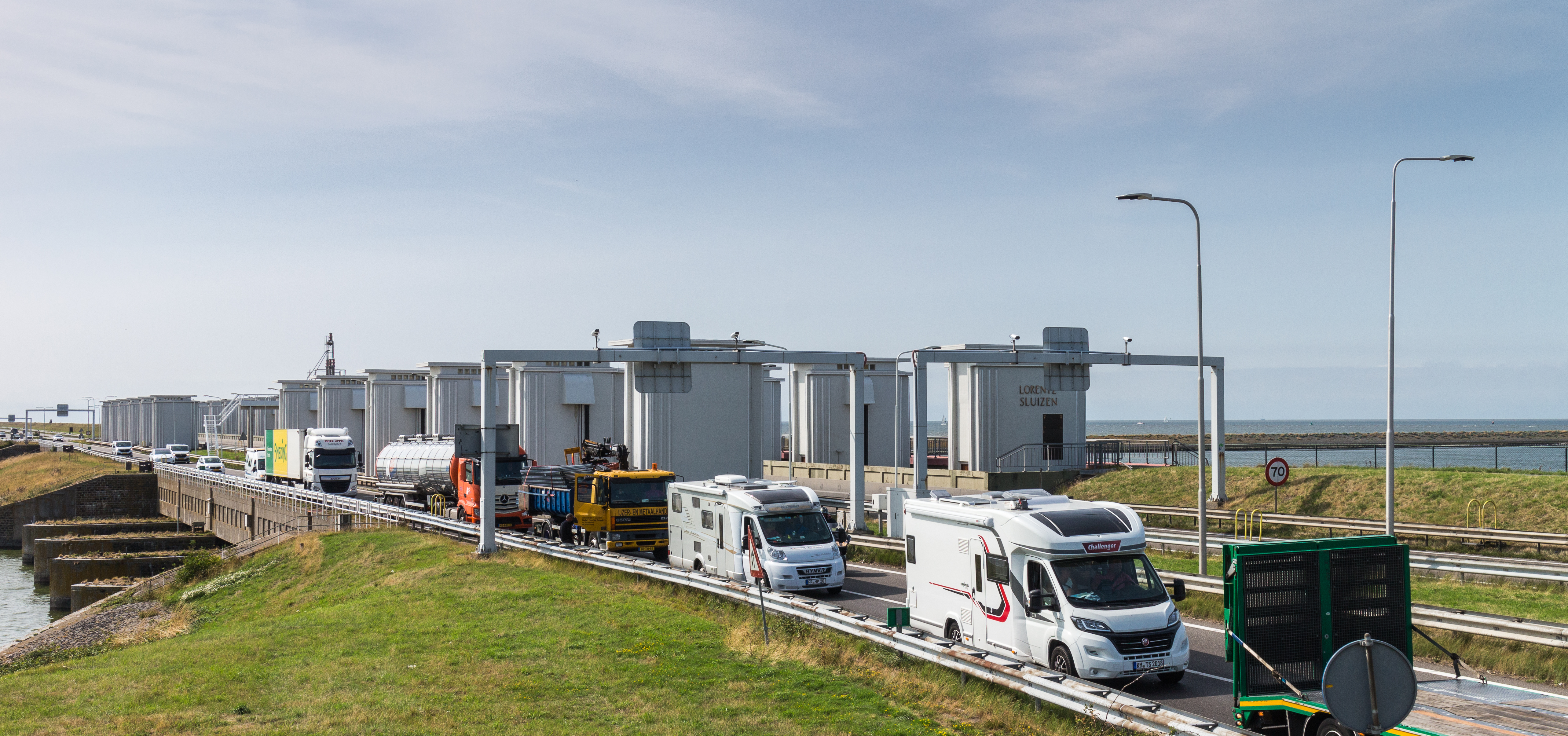
Lorentzsluizen
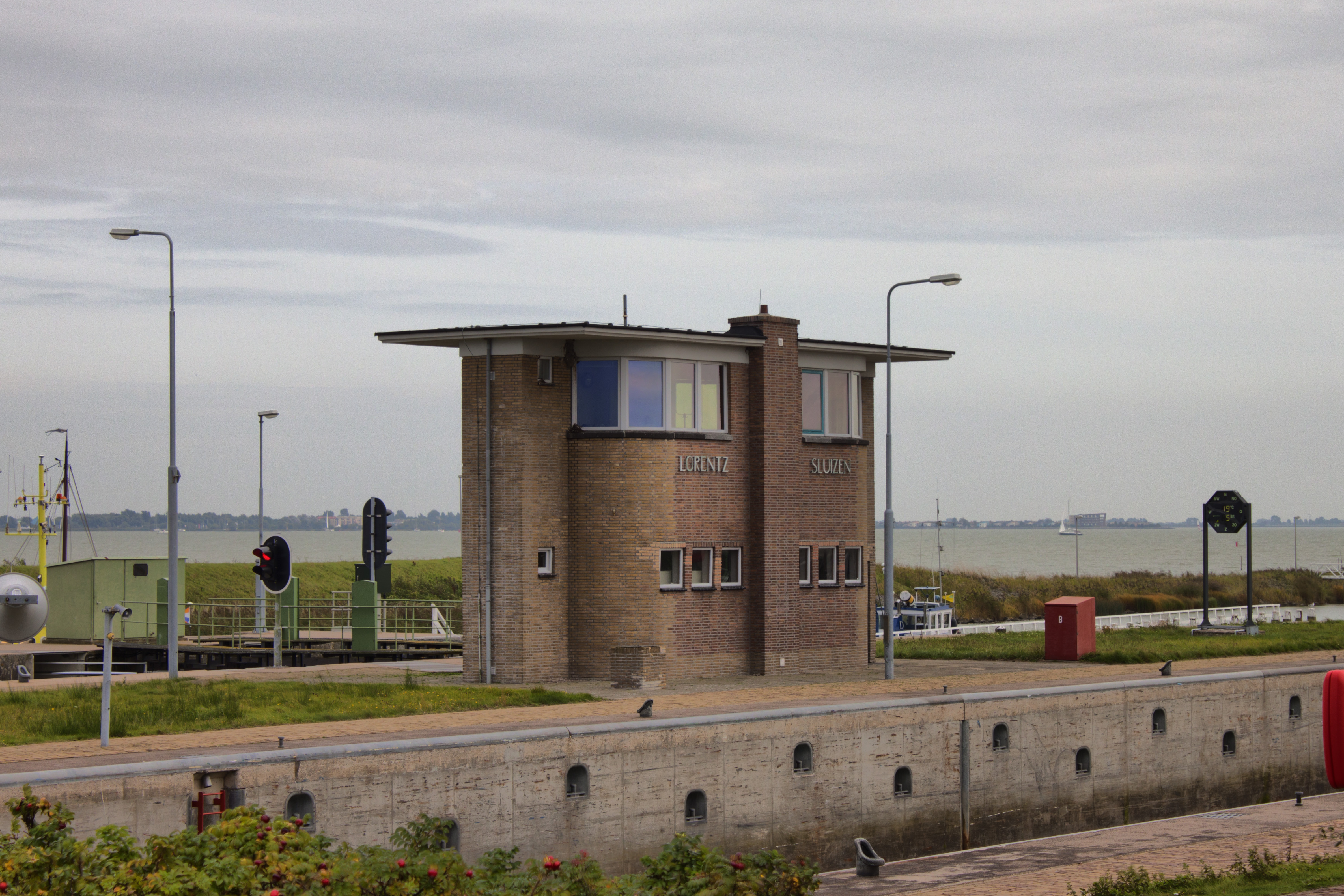
Zollhaus am Abschlussdeich
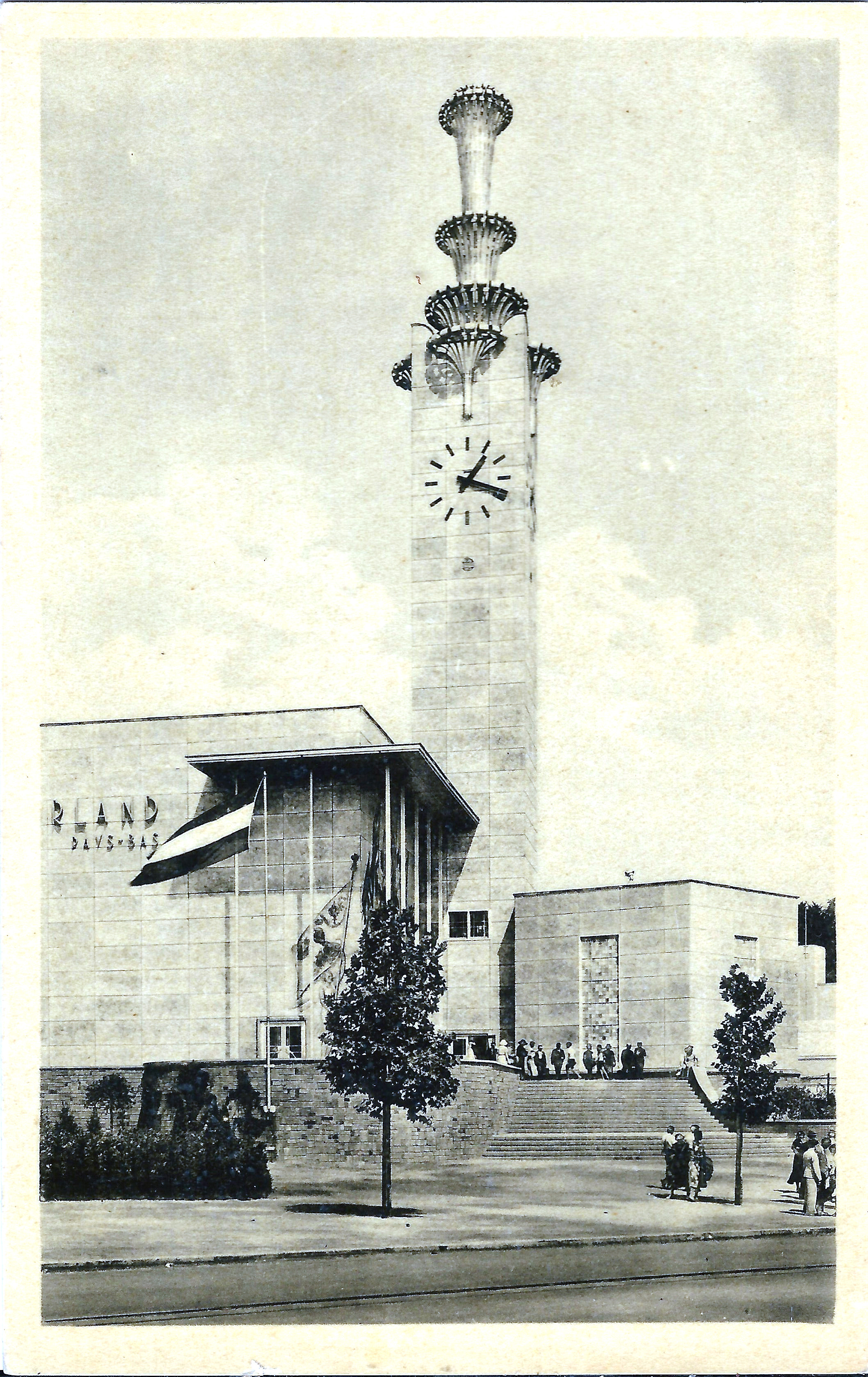
Pavillon der Niederlande
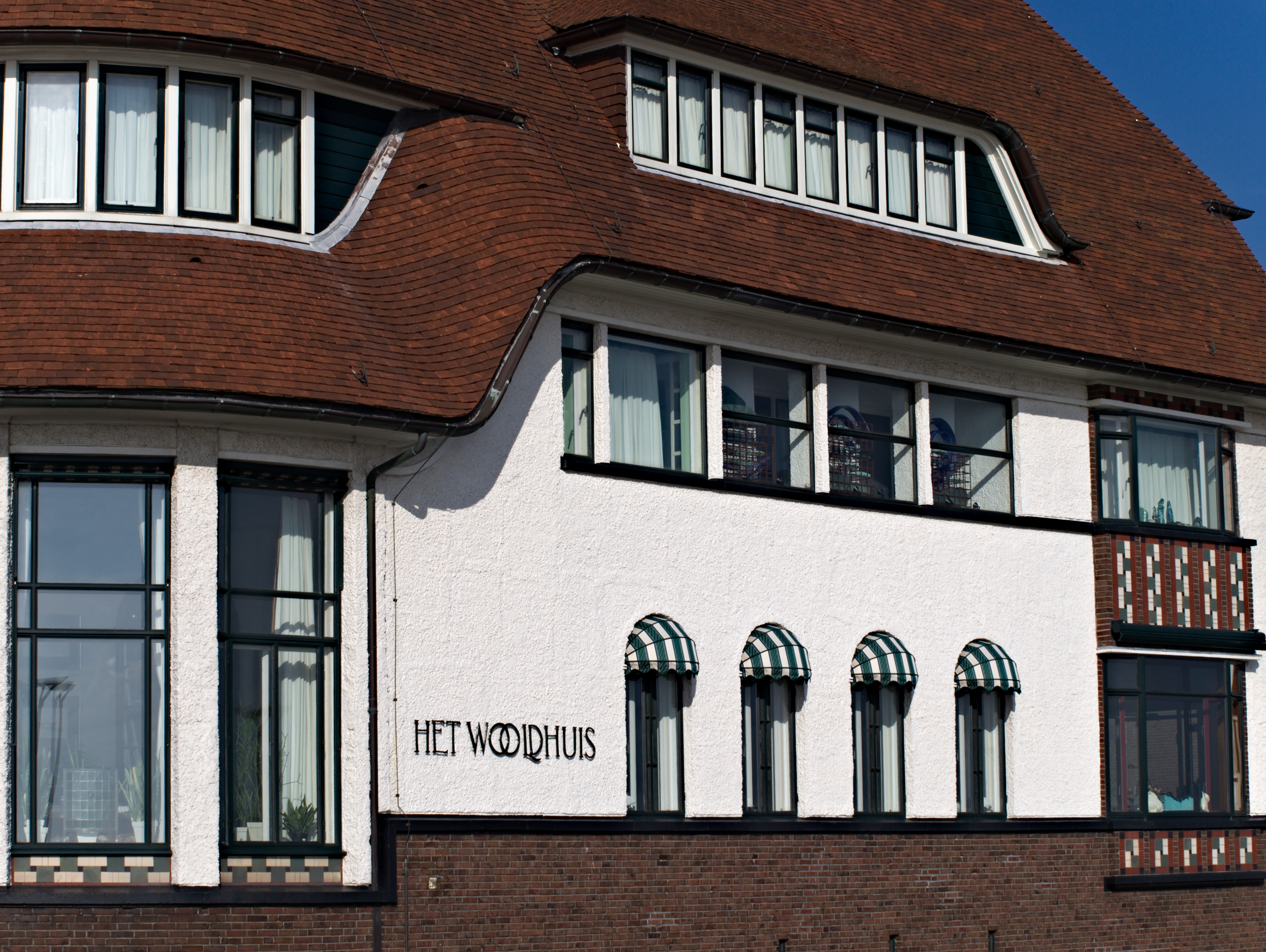
Het Wooldhuis
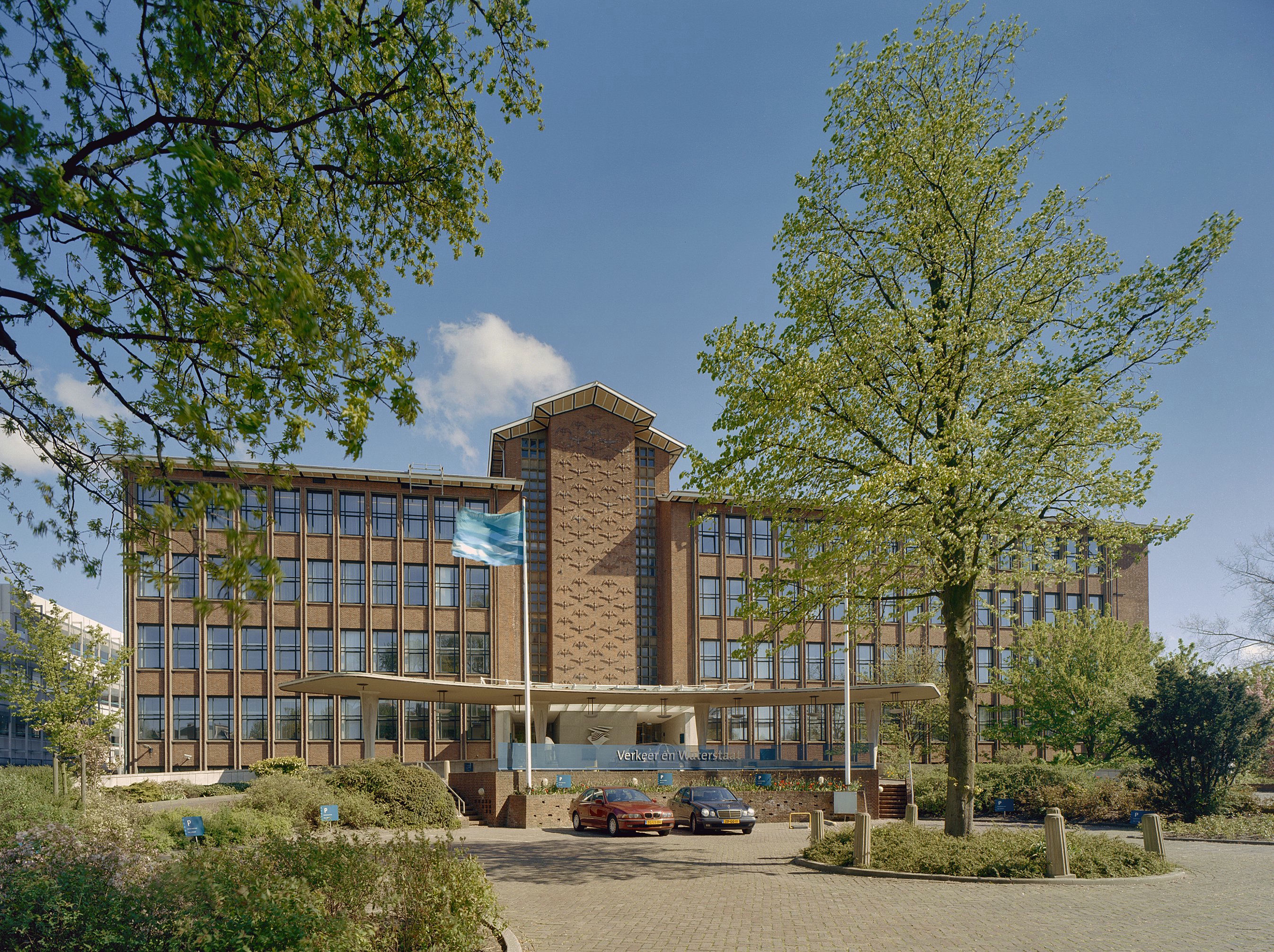
KLM-Gebäude
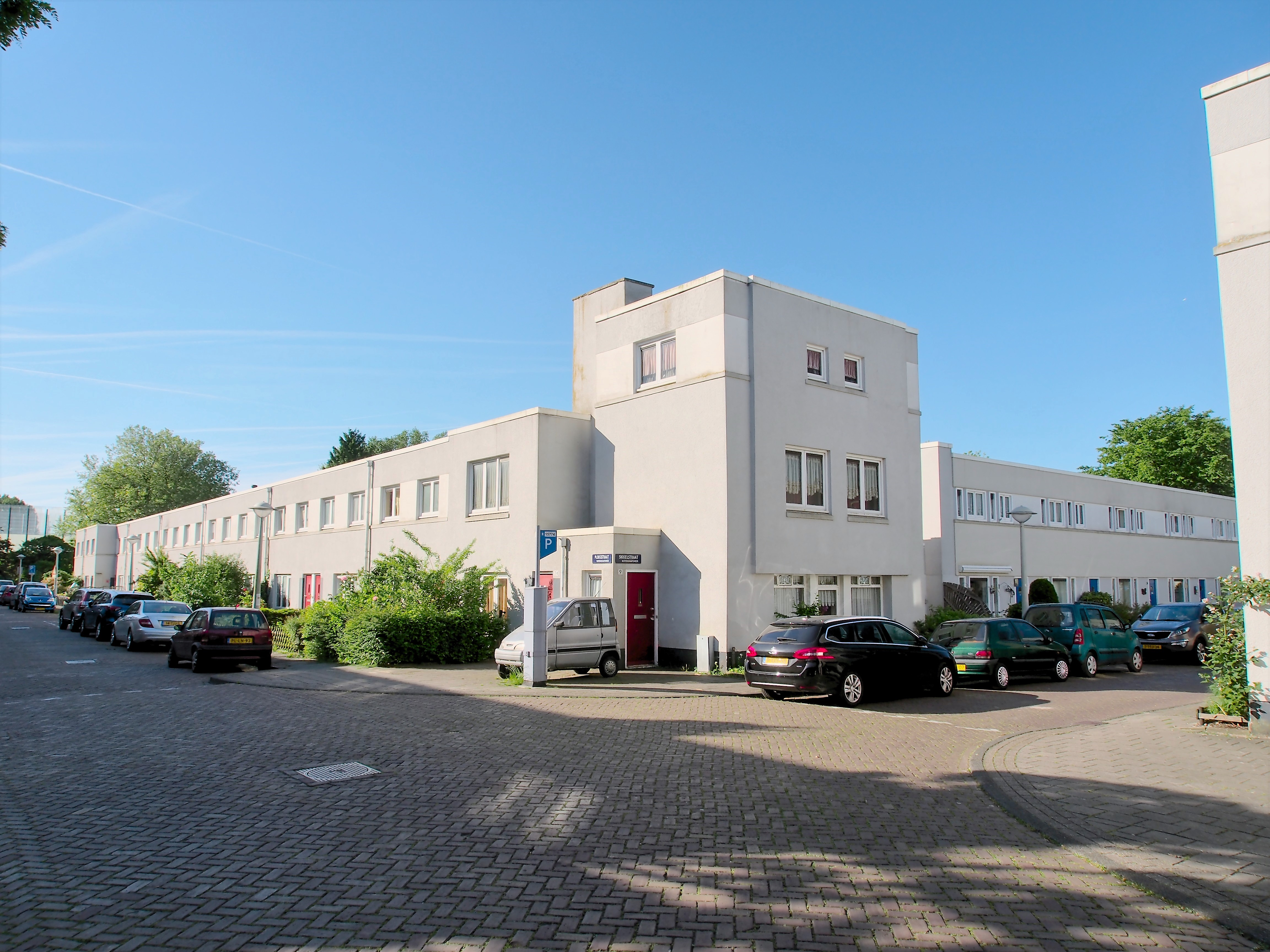
Betondorp Amsterdam
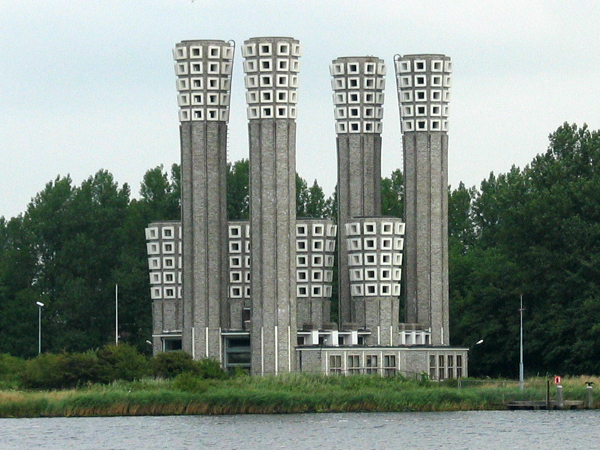
Ventilation Velsertunnel

## Familie
Dirk Roosenburg heiratete Anna Petronella Luyt. Das Ehepaar hatte 6 Kinder: Dirk Paris (* 1912), Jan Govert (* 1914), Jacob Martijn (* 1916), Janneke Caroline (* 1919), Selinde Pietertje (* 1920), Willem Herman (* 1923). Roosenburg ist der Großvater von Rem Koolhaas.:8

## Sonstiges
Roosenburg war Träger des Orden von Oranien-Nassau, eines niederländischen Verdienstordens.
Seit 1989 wird alle zwei Jahre der Dirk Roosenburgprijs vom Architectuurcentrum Eindhoven ausgelobt. Der Preis wird in Gedenken an Dirk Roosenburg für Projekte vergeben, die innerhalb der Gemeindegrenzen die bauliche Qualität der Stadt weitergebracht haben.
Dirk Roosenburgprijs Gewinner:
- 1989: Gesundheitszentrum, Bellefroidlaan, Jo Coenen
- 1991: Renovierung der Plaza Futura, Leenderweg, Harry de Beer und Bert Staal
- 1993: Stiftung Sozialer Wohnungsbau, Europalaan, Thomassen Vaessen Architekten
- 1995: Kindertagesstätte Minoes, Mortierlaan, Marx & Steketee Architekten
- 1997: Wohngebäude mit Lärmschutzwand, Jeroen Boschlaan, Thomassen Vaessen Architekten
- 1999: Renovierung De Witte Dame, Emmasingel, Dirrix Van Wylick Architekten
- 2001: Zentrum Blixembosch, De Architektengroep Rijnboutt; Ruijssenaars; Hendriks; Van Gameren; Mastenbroek
- 2003: Fakultät für Architektur Vertigo, TU / e Campus, Diederendirrix, Bert Dirrix
- 2005: Büros und Wohnungen Baekelandplein, Diederendirrix, Paul Diederen
- 2007: Dynamo Jugendzentrum, Catharinaplein, Diederendirrix, Bert Dirrix
- 2009: Sanierung Lichtturm, AWG Architekten / Spindelzentrum Hangar Meerhoven, Diederendirrix, Bert Dirrix
- 2011: Park Meerland, Atelier Niederländisch; einschließlich Brücken, Daf Architekten und Pumpstation, Van Helmond | Zuidam Architekten
- 2013: Anton, Strijp-S, Diederendirrix, Paul Diederen und Gerard, Strijp-S, Jo Coenen Coenen / Sättele Architekten
- 2015: Spindelzentrum 't Hofke, Koudenhovenseweg Zuid, UArchitects, Misak Terzibasiyan
- 2017: Space-S, Strijp-S, Inbo Architekten und andere
- 2019: Atlas, TU/e campus, Team V e.a.